# Gerhard Müller (Philologe)
Gerhard Müller (* 3. November 1907 in Erfurt; † 5. September 1988 in Gießen) war ein deutscher klassischer Philologe.

## Leben
Gerhard Müller studierte nach der Reifeprüfung am Staatlichen Gymnasium Erfurt (1926) Mathematik und Klassische Philologie an den Universitäten zu Marburg (1926–1927), Göttingen (1927–1928) und Kiel. Hier beeinflussten ihn besonders der Gastprofessor Giorgio Pasquali und der Privatdozent Willy Theiler, der später sein Doktorvater wurde. Im Wintersemester 1930/1931 bestand Müller das Erste Staatsexamen für die Fächer Latein und Griechisch mit Auszeichnung. Anschließend absolvierte er sein Probejahr an der Landesschule Pforta. Nach der pädagogischen Prüfung 1933 arbeitete er kurze Zeit als Studienassessor am Erfurter Gymnasium und betrieb seine Promotion an der Königsberger Universität bei Willy Theiler, der dort seit 1932 als ordentlicher Professor lehrte. Der Titel seiner Dissertation lautete Der Aufbau der Bücher II and VII von Platons Gesetzen, mit Beiträgen zur Einzelerklärung und einem Exkurs über Gesetze 732d-734e. 1934 absolvierte Müller das Rigorosum.
Im Zweiten Weltkrieg wurde Müller als Soldat an der Ostfront eingesetzt und nahm am Russlandfeldzug teil. Nach Kriegsende ging er an die Universität Kiel, wo er als Wissenschaftliche Hilfskraft arbeitete. 1947 habilitierte er sich hier bei Hans Diller und Erich Burck mit der Arbeit Studien über Platons Nomoi. Nach elf Jahren als Privatdozent ging er 1958 als außerordentlicher Professor an die Universität Münster. 1962 erhielt er eine ordentliche Professur mit dem Schwerpunkt Gräzistik an der neugegründeten Justus-Liebig-Universität Gießen, wo er bis nach seiner Emeritierung 1976 tätig war.
Müllers Hauptarbeitsgebiet war die Kommentierung und Erklärung antiker Literatur. Er verfasste Abhandlungen zu den Schriften Platons, Sophokles’ und Lukrez’. 1986 erschienen im Heidelberger Universitätsverlag Winter seine gesammelten Platonischen Studien.